# 楊万春
楊 万春（ヤン・マンチュン、朝鮮語: 양만춘、生没年不詳）または原史料の呼称に従って安市城主（アンシソンチュ、안시성주）は、640年代の安市城の高句麗司令官である。安市城は恐らく現在の海城市の高句麗と唐の国境に位置した。楊万春は時に太宗に対する防衛に成功して高句麗を守った人物と認められている。韓国では民族的英雄とされる。

## 名前
安市城の防衛者の本名は明らかではない。金富軾は自身の『三国史記』で安市城の忠実な司令官の名前は明らかではないことを残念に思っていた。
唐の太宗は普通には見かけない卓越し聡明な統治者であった。天乙や周の武王のように混乱を収め、周の成王や康王のような分別で統治した。軍隊を指揮すると、無数の戦略があり、対抗する者はいなかった。しかし東を攻撃すると、安市城で敗れた。従って安市城の防衛者は既に英雄でなければならず非常に立派な人物でなければならなかった。しかしその名前は歴史から消え去った。揚子が述べるように「現在の山東省に当たる地域出身のこの偉大な廷臣の名前は歴史から消え去った」。これは悲しむべきである。
しかし明の熊大木という名前の著者は、歴史上の創作小説『唐書志伝通俗演義』で防衛者に触れて梁万春という名前を使った。文禄・慶長の役で明の呉宗道将軍と監司（＝地方官）は防衛者の名前は梁万春であると尹根寿に言った。1669年、李氏朝鮮の顕宗は、名前について宋浚吉に尋ね、「梁万春」の朝鮮式の発音としてRyang Manchunと名前を示した。1768年に初めて編纂された宋浚吉の『同春堂先生別集』は引用部分で、ある人が「安市城の司令官の名前は何か」と聞いた。宋浚吉は「梁万春です。太宗の軍から善く城を守ったので、まさに『善守城者』と呼ぶにふさわしい」と答えた、と記述している。しかし頭音法則と呼ばれる朝鮮語の発音規則により량만춘（Ryang Manchun）はYang Manchunと発音された。そこでその名前はゆっくり楊万春と誤って変換され始めた。18世紀の朴趾源が書いた『熱河日記』は次の話しを含んでいる。「安市城の長官楊万春は矢を放ち太宗の目を射ると、皇帝は城壁の下に部隊を集めた。これは直ちに攻撃をする合図ではなかったが、自身の朝鮮の王として成功裏に安市城を守ることを賞賛して楊万春に絹100巻を譲渡することで皇帝の気前の良さを示すものであった」。結局、楊万春は安市城の防衛者の名前として一般に使われるようになった。

## 唐の高句麗侵攻への関与
642年、淵蓋蘇文は栄留王を殺害し国内の軍事支配を奪い取った。しかし淵蓋蘇文は急いで国内の残りの地域で支配を得たが、楊万春は安市城を明け渡すことを拒んだ。長時間にわたる戦闘と安市城を猛攻しようという繰り返す攻撃が失敗すると淵蓋蘇文は撤退を余儀なくされ楊万春が安市城司令官としてその地位に留まることを認めた。これは好都合であると判明した。
645年、太宗は高句麗に対する戦役を率いた。一部の高句麗の国境の城は早くに落城したが、唐は安市城を弱められなかった。高句麗は安市城包囲戦の増援に15万人と伝えられる部隊を送ったが、部隊は到達できなかった。安市城包囲戦にもかかわらず唐軍は降伏させることができなかった。太宗は結局その代わりに楊万春が手に入れ防衛の一環として使う大きな包囲攻撃用の土製の傾斜路の建設を命じた。冬が近付くと、唐軍は撤退を余儀なくされた。
唐は北方異民族の契丹や奚の軍隊を動員し、靺鞨は、一部が唐軍となり、一部の靺鞨は淵蓋蘇文率いる高句麗軍と共に安市城救援に駆けつけ、唐軍に撃退されている。太宗率いる唐軍が撤退する際、楊万春は安市城の頂に登り、唐軍に送別の礼を行ったとも伝えられる。中朝関係通史編写組編『中朝関係通史』（吉林人民出版社、1996年）は、唐軍は大勝こそしなかったが、高句麗に大打撃を与えることで、高句麗の南進の勢いを緩めさせた、と記述している。
安市城包囲戦は『三国史記』高句麗本紀・第九（巻二十一）に詳しく（司令官の名前を除く）述べられている。

## 大衆文化
- 2006年-2007年のKBSTVシリーズ『大祚榮』でイム・ドンジンが演じる。
- 2006年-2007年のSBSTVシリーズ『淵蓋蘇文』でシン・ドンフンが演じる。
- KBS2TVシリーズ『剣と花』でチュ・ジンモ（朝鮮語版）が演じる。
- 2018年の映画『安市城 グレート・バトル（朝鮮語版）』でチョ・インソンが演じる。